# Episodi de L'attacco dei giganti (prima stagione)
La prima stagione della serie televisiva anime L'attacco dei giganti è stata prodotta da Wit Studio e diretta da Tetsurō Araki, con Yasuko Kobayashi che si è occupata della composizione della serie e Kyōji Asano che ha fornito il character design. Copre i primi archi narrativi (capitoli 1–34) del manga originale di Hajime Isayama. È stata originariamente trasmessa su MBS dal 7 aprile al 29 settembre 2013 e successivamente su Tokyo MX, FBS, TOS, HTB, TV Aichi e BS11. Dopo aver reso disponibili le puntate in streaming in lingua originale sottotitolate sul sito VVVVID, Dynit ha pubblicato l'adattamento italiano della serie in sei volumi DVD e Blu-ray, messi in commercio dal 29 ottobre 2014 al 25 marzo 2015. Inoltre, la serie è stata trasmessa su Rai 4 dal 24 settembre 2015 al 30 marzo 2016.
L'attacco dei giganti è ambientata in un mondo in cui l'umanità vive all'interno di città circondate da enormi mura a causa dei giganti, giganteschi esseri umanoidi che divorano gli umani. La storia segue le avventure di Eren Jaeger e dei suoi amici d'infanzia Mikasa Ackermann e Armin Arelet, le cui vite cambiano per sempre dopo che un gigante colossale fa breccia nelle mura della loro città natale. Giurando vendetta e reclamando il mondo dai giganti, Eren e i suoi amici si uniscono all'Armata Ricognitiva, un gruppo d'élite di soldati che combattono i giganti.
La colonna sonora è composta da Hiroyuki Sawano. La sigla di apertura dei primi 13 episodi della stagione è Guren no yumiya (紅蓮の弓矢? lett. "Arco e freccia cremisi") dei Linked Horizon, e la sigla finale è Utsukushiki zankoku na sekai (美しき残酷な世界? lett. "Un bellissimo crudele mondo") di Yōko Hikasa. Dalla puntata quattordici la opening diventa Jiyū no tsubasa (自由の翼? lett. "Ali della libertà") dei Linked Horizon mentre la sigla finale è Great Escape dei Cinema Staff. Le sigle di apertura sono state raccolte nel singolo Jiyū e no shingeki dei Linked Horizon, che ha venduto oltre 100 000 copie nella prima settimana.

## Lista episodi
| Nº   | Titolo italiano Giapponese 「Kanji」 - Rōmaji | In onda           | In onda           |
| Nº   | Titolo italiano Giapponese 「Kanji」 - Rōmaji | Giapponese        | Italiano          |
| 1    | A te, fra 2000 anni - La caduta di Shiganshina (parte 1) 「二千年後の君へ ―シガンシナ陥落①―」 - Ni sen nengo no kimi e ―Shiganshina kanraku (1)― | 7 aprile 2013     | 24 settembre 2015 |
| 1    | L'umanità è vissuta all'interno di imponenti mura difensive al riparo dagli attacchi dei giganti, creature antropomorfe che si cibano di umani, per oltre un secolo. Il giovane Eren Jaeger desidera tuttavia conoscere il mondo esterno e intende arruolarsi nell'Armata Ricognitiva, l'unico ordine militare che si avventura all'esterno delle mura per combattere i giganti. La madre Carla e la sorella adottiva Mikasa Ackermann cercano invano di dissuaderlo, mentre il padre Grisha è colpito dalla sua determinazione anche dopo aver assistito al rientro di una pattuglia che aveva subito notevoli perdite. Dopo che Eren e Mikasa salvano il loro amico Armin Arelet dalle prepotenze di alcuni bulli, oltre le mura appare un gigante enorme, il Gigante Colossale, che con un calcio crea una breccia nella muraglia esterna, permettendo agli altri suoi simili di penetrare nella città di Shiganshina. Mentre gli abitanti si danno alla fuga, Eren e Mikasa si precipitano a casa per salvare la madre che è rimasta intrappolata sotto a un cumulo di macerie. Nonostante la donna li supplichi di lasciarla indietro e di salvarsi, i due si rifiutano di allontanarsi e solo l'intervento dell'amico di famiglia Hannes del Corpo di Guarnigione fa sì che vengano portati in salvo. I due, mentre sono condotti via, devono però assistere con orrore alla morte della madre per mano di un gigante. |                   |                   |
| 2    | Quel giorno - La caduta di Shiganshina (parte 2) 「その日 ―シガンシナ陥落②―」 - Sono hi ―Shiganshina kanraku (2)― | 14 aprile 2013    | 1º ottobre 2015   |
| 2    | Hannes si scusa con Eren per non aver salvato la madre, affermando che era terrorizzato all'idea di affrontare i giganti. Mentre gli abitanti di Shiganshina fuggono verso il livello interno del Wall Maria, i soldati cercano di limitare l'avanzata dei giganti in città. Temendo però di non riuscire a rallentarli e di perdere il primo livello, la guardia decide di chiudere le porte. Il tentativo è però vano, perché esse vengono sfondate da un secondo esemplare atipico: il Gigante Corazzato. Gli sfollati ripiegano dunque sul Wall Rose, ma l'anno successivo, a causa della riduzione di area coltivabile e la conseguente penuria di cibo, il governo ordina loro di lavorare nei campi o di arruolarsi per riconquistare il Wall Maria. La campagna ha un esito disastroso e si conclude con la morte di un quinto della popolazione umana, incluso il nonno di Armin. Rimasto senza più casa né famiglia, ma con solo l'odio per i giganti nel cuore, Eren decide di arruolarsi nell'esercito, decisione presa anche dagli altri due amici. |                   |                   |
| 3    | La luce opaca tra la disperazione - La rivincita dell'umanità (parte 1) 「絶望の中で鈍く光る ―人類の再起①―」 - Zetsubō no naka de nibuku hikaru ―Jinrui no saiki (1)― | 21 aprile 2013    | 8 ottobre 2015    |
| 3    | L'istruttore Keith Shadis si rivela un comandante duro e severo e ispeziona le nuove reclute insultandole e intimidendole, per farli distaccare dal loro passato e proiettarli nel divenire perfetti soldati. Quando iniziano a fare pratica con l'Attrezzatura per effettuare il Movimento Tridimensionale, Eren ha difficoltà a rimanere in equilibrio a mezz'aria e si rivolge per aiuto ai più abili Reiner Braun e Bertholdt Hoover. I tre, insieme ad Armin, si dirigono nottetempo presso un lago vicino, dove fanno pratica con l'equipaggiamento. Il giorno dopo le reclute vengono valutate per decidere se possono proseguire l'addestramento o se venire allontanate. Eren prova nuovamente l'Attrezzatura per il Movimento e stavolta riesce a rimanere in aria per qualche istante prima di ribaltarsi. Con grande sorpresa di tutti, Keith scopre che il dispositivo del giovane è difettoso, e invece che criticarlo per la sua caduta ne rimane colpito per l'abilità nel riuscire a rimanere in equilibrio con un meccanismo rotto. Soddisfatto con chi ha superato l'esame, Keith continua ad allenare le reclute all'uso dell'Attrezzatura per il Movimento. |                   |                   |
| 4    | La notte della cerimonia dello scioglimento - La rivincita dell'umanità (parte 2) 「解散式の夜 ―人類の再起②―」 - Kaisan shiki no yoru ―Jinrui no saiki (2)― | 28 aprile 2013    | 15 ottobre 2015   |
| 4    | Dopo due anni di addestramento le reclute sono diventate esperte nell'uso dell'Attrezzatura per il Movimento. Mentre si allena nel combattimento corpo a corpo con Reiner e Annie Leonhart, Eren si rende conto che molti suoi compagni stanno migliorando le loro abilità solo per poter avere accesso al Corpo di Gendarmeria ed evitare di confrontarsi con i giganti. Nonostante Jean Kirschtein e altri affermino che combattere i giganti sia inutile, Eren è convinto che gli uomini abbiano la possibilità e la forza di sconfiggerli. Il giorno del diploma, Christa Lens, Sasha Blouse, Connie Springer, Marco Bodt, Jean, Eren, Annie, Bertholt, Reiner e Mikasa sono premiati come i migliori dieci cadetti della loro classe e nonostante abbiano il privilegio di iscriversi al Corpo di Gendarmeria, Eren persegue nel suo obiettivo di arruolarsi nell'Armata Ricognitiva e di vedere il mondo esterno, seguito da Mikasa che intende proteggerlo. Armin, Sasha, Connie e altre reclute seguono il loro esempio e si iscrivono all'Armata Ricognitiva, ispirati dal discorso di Eren su un mondo libero dall'oppressione dei giganti. Vengono quindi assegnati a Trost, città lungo il Wall Rose, ma mentre sono impegnati con le normali operazioni di ispezione compare nuovamente, come cinque anni prima, il Gigante Colossale, che con un calcio sfonda i cancelli esterni della muraglia, lasciando la città vulnerabile all'attacco dei giganti. |                   |                   |
| 5    | Prima battaglia - La difesa di Trost (parte 1) 「初陣 ―トロスト区攻防戦①―」 - Uijin ―Torosuto-ku kōbōsen (1)― | 5 maggio 2013     | 22 ottobre 2015   |
| 5    | Eren attacca il Gigante Colossale, ma questi scompare in una nuvola di fumo prima che il giovane sia in grado di colpirlo. Con la breccia ormai aperta i giganti si riversano a Trost e l'esercito si mobilita per organizzare la difesa e permettere l'evacuazione degli abitanti. Mikasa è assegnata alla retroguardia, mentre la squadra di Eren e Armin è schierata a supporto delle prime linee. I giovani si separano dunque, nonostante le proteste della ragazza che vorrebbe seguire il fratello per proteggerlo. Giunta sul campo di battaglia, la squadra di Eren si accorge che la prima linea è già stata sconfitta e i giganti sono penetrati a fondo nella città. Scendono dunque in campo usando l'Attrezzatura per il Movimento, ma gli avversari si rivelano incredibilmente forti e agili, e, uno ad uno, tutti i soldati sono uccisi o mangiati, mentre Eren perde parte della gamba sinistra. Armin, paralizzato dalla paura nel vedere la morte dei suoi compagni, non riesce a opporsi a un gigante che lo raccoglie e lo ingoia vivo; ma nel sentire l'urlo di disperazione dell'amico, Eren si risveglia e, tenendo aperta la bocca del gigante, riesce a estrarne Armin. Tuttavia, mentre si trova ancora nella gola del titano, questi serra le mascelle e lo ingoia, staccandogli parte del braccio sinistro. |                   |                   |
| 6    | Il mondo che la ragazza ha visto - La difesa di Trost (parte 2) 「少女が見た世界 ―トロスト区攻防戦②―」 - Shōjo ga mita sekai ―Torosuto-ku kōbōsen (2)― | 12 maggio 2013    | 29 ottobre 2015   |
| 6    | Nelle retrovie un ricco mercante cerca di mettere in salvo il proprio carro carico di beni attraverso lo stretto arco della porta, ostruendo così il passaggio ai cittadini in fuga dalla città sotto attacco. Mentre la folla protesta per l'egoismo dell'uomo, senza essere in grado di opporvisi, un gigante che ha oltrepassato le difese si avvicina rapidamente alla porta, ma viene abbattuto all'ultimo da Mikasa. La ragazza minaccia ritorsioni contro il mercante ottenendo così il passaggio dei cittadini. Successivamente, mentre Mikasa è a colloquio con il suo superiore, le torna alla mente l'episodio della sua infanzia, quando i suoi genitori furono assassinati da un gruppo di uomini e lei rapita per essere rivenduta per i suoi tratti orientali. Il dottor Jaeger e Eren si accorgono degli omicidi e, nonostante l'ordine del padre di tornare a casa, il giovane si mette sulle tracce dei rapitori e li trova in una capanna vicina. Nel tentativo di salvare la ragazza uccide due uomini, ma viene sorpreso dal terzo che tenta di strangolarlo. Con l'ultimo fiato il ragazzo cerca di convincere Mikasa a uccidere il malvivente, cosa che fa dopo aver compreso che il mondo è permeato dalla morte e che solo combattendo si può sopravvivere. All'arrivo della Gendarmeria, il dottor Jaeger rimprovera il figlio per il suo gesto sconsiderato. Inoltre invita Mikasa a venire a vivere con lui e la sua famiglia, dal momento che la ragazza non ha più un posto da poter chiamare casa, mentre Eren le dona la sua sciarpa rossa in segno di amicizia. Al termine del flashback Mikasa avanza verso la prima linea in soccorso delle altre squadre. |                   |                   |
| 7    | Una piccola lama - La difesa di Trost (parte 3) 「小さな刃 ―トロスト区攻防戦③―」 - Chiisana yaiba ―Torosuto-ku kōbōsen (3)― | 19 maggio 2013    | 5 novembre 2015   |
| 7    | Con l'evacuazione degli abitanti completata, il gruppo dei cadetti ha quasi esaurito il propellente dell'Attrezzatura per il Movimento ed è quindi impossibilitato a lasciare il campo di battaglia. Tra la disperazione generale per la paura di morire mangiati dai giganti, arriva Mikasa, che scopre da Armin della morte di Eren e di tutto il suo squadrone. Apparentemente poco scossa dalla notizia, la ragazza sprona i suoi compagni ad aprirsi un varco verso il quartier generale per rifornirsi di gas e lasciare la città, tuttavia finisce presto il carburante e cade in un vicolo. Qui il peso della notizia della morte del fratello la colpisce con più violenza, e abbattuta dall'aver perso nuovamente la sua famiglia, decide di non combattere al sopraggiungere di un gigante. Ciononostante, quando il gigante si avvicina per raccoglierla, lei reagisce automaticamente, ricordando le parole di Eren sul combattere. Nel mentre si prepara ad attaccare la creatura con l'ultima lama rimastale, un gigante dai capelli lunghi, che nel frattempo si era avvicinato, colpisce l'avversario della ragazza e lo calpesta fino a ucciderlo. Intanto Mikasa viene portata in salvo sopra a un tetto da Armin e Connie, e i tre rimangono a vedere stupefatti, mentre il gigante assume una posa da combattimento corpo a corpo e uccide un altro suo simile colpendolo nel suo punto debole dietro la nuca. Armin consegna a Mikasa le sue bombole di gas e le sue lame, così che possa attaccare con successo i giganti. I tre cadetti partono quindi per il quartier generale, ancora incuriositi dallo strano comportamento del gigante, che Mikasa associa all'incarnazione dell'odio dell'umanità nei confronti dei giganti. |                   |                   |
| 8    | Il battito del cuore è indice di sentimenti - La difesa di Trost (parte 4) 「心臓の鼓動が聞こえる ―トロスト区攻防戦④―」 - Shinzō no kodō ga kikoeru ―Torosuto-ku kōbōsen (4)― | 26 maggio 2013    | 12 novembre 2015  |
| 8    | Con il quartier generale circondato da giganti, Armin propone di attirare il gigante che attacca i suoi simili per aprirsi un varco e sconfiggerli. Nel frattempo il gruppo guidato da Jean raggiunge l'edificio e riesce a entrarvi al prezzo del sacrificio di alcuni compagni, poco prima dell'arrivo di Armin, Connie e Mikasa. Il piano di Armin funziona, ma mentre il gigante è impegnato a combattere all'aperto, sette giganti minori si aggirano nell'area contenente i rifornimenti di gas, impedendo l'accesso ai soldati. Il giovane prepara quindi un nuovo piano, per attirare l'attenzione dei giganti verso un gruppo di soldati, accecarli per un istante sparandogli negli occhi con dei fucili e dare modo a sette compagni di calarsi dal soffitto per colpirli nel loro punto debole. Connie e Sasha non riescono a uccidere i loro bersagli e vengono salvati da Mikasa e Annie. Una volta riforniti di propellente, i soldati si preparano a lasciare l'edificio, ma si fermano a osservare il gigante combattente mentre sconfigge i suoi simili e cade al suolo stremato. Con loro grande sorpresa notano che dal corpo del gigante fuoriesce la sagoma di Eren. Mikasa si precipita a prelevarlo e piange di gioia nel constatare che il fratello è ancora vivo, mentre Armin osserva meravigliato che gli arti recisi dell'amico sono tornati al loro posto. |                   |                   |
| 9    | Cos'è accaduto al braccio sinistro? - La difesa di Trost (parte 5) 「左腕の行方 ―トロスト区攻防戦⑤―」 - Hidariude no yukue ―Torosuto-ku kōbōsen (5)― | 2 giugno 2013     | 19 novembre 2015  |
| 9    | L'Armata Ricognitiva, guidata dal capitano Levi, riprende possesso di una città invasa dai giganti, ma è richiamata d'urgenza a Trost per aiutare le difese. Eren ripercorre gli eventi che l'hanno portato nello stomaco del gigante e il suo sfogo di rabbia che gli ha permesso di liberarsi, trasformandosi in gigante e attaccando senza pietà i nemici dell'umanità. Quando il giovane riprende conoscenza, si trova circondato da soldati in atteggiamento minaccioso, con Armin al suo fianco e Mikasa a proteggerli. Il comandante del Corpo di Guarnigione di Trost, Kitz Verman, infatti, è spaventato dalla doppia natura di Eren e teme di aver portato un nemico all'interno del Wall Rose. Nonostante il giovane neghi di essere un gigante, Kitz impaurito dà l'ordine di fare fuoco su di lui coi cannoni. Mentre i tre cercano di fuggire, a Eren tornano alla mente ricordi della sua infanzia, quando il padre gli fece un'iniezione, dicendogli di usare il suo potere per riconquistare il Wall Maria e aprire il seminterrato della loro casa con le chiavi che gli aveva lasciato. Per proteggere Armin e Mikasa dai cannoni, si morde quindi il dito e si trasforma in gigante. |                   |                   |
| 10   | La risposta - La difesa di Trost (parte 6) 「応える ―トロスト区攻防戦⑥―」 - Kotaeru ―Torosuto-ku kōbōsen (6)― | 9 giugno 2013     | 26 novembre 2015  |
| 10   | Dopo essersi parzialmente trasformato in gigante ed essere riuscito a intercettare la palla di cannone, proteggendo Armin e Mikasa, Eren si libera dal corpo del gigante. Oscurati dalla coltre di fumo generata dall'impatto, Eren comunica agli amici la sua intenzione di raggiungere lo scantinato della sua vecchia casa per cercare delle risposte sull'origine dei giganti e sulla sopravvivenza del genere umano. Per far ciò propone due piani: il primo consiste nel trasformarsi in gigante e fuggire per conto proprio, condannandosi però come traditore e nemico agli occhi dell'umanità; il secondo prevede che Armin sia in grado di convincere Kitz sul fatto che Eren non sia una minaccia per gli uomini ma una risorsa. L'amico accetta, felice di potersi sdebitare con la dialettica, dei tanti episodi in cui Eren e Mikasa lo avevano aiutato, ma nonostante riesca a muovere i sentimenti dei soldati, Kitz è ancora troppo spaventato e, senza sentire ragioni, si prepara a dare un nuovo ordine di attacco. Il comando è però interrotto dal comandante della regione militare del sud, Dot Pixis. Egli chiede a Eren se se la sente di trasformarsi nuovamente in gigante per bloccare la breccia nel muro esterno di Trost e cercare di riconquistare la città. Il giovane accetta nonostante non sia sicuro di riuscire a controllare la sua forma di gigante. |                   |                   |
| 11   | Icona - La difesa di Trost (parte 7) 「偶像 ―トロスト区攻防戦⑦―」 - Guuzou ―Torosuto-ku kōbōsen (7)― | 16 giugno 2013    | 9 gennaio 2016    |
| 11   | Mentre Armin aiuta i subordinati di Pixis a escogitare un piano per chiudere la breccia nelle mura, il morale delle truppe cala rapidamente poiché alcuni soldati cominciano a mettere in discussione una nuova missione giudicata suicida e pensano di disertare. Dot riesce a ristabilire l'ordine ricordando ai soldati che questa occasione costituisce la loro ultima possibilità per fermare i giganti e proteggere le loro famiglie. Affermando che Eren sia il risultato di un progetto di massima segretezza per trasformare gli umani in giganti, il comandante progetta di assemblare il grosso delle truppe in un angolo della città, per attirare i giganti e dare modo a Eren, trasformato in gigante, di trasportare un'enorme masso e chiudere così la breccia. Il piano prevede inoltre che Eren sia protetto da Mikasa e dai tre migliori soldati della Guarnigione di Trost: Ian Dietrich, Rico Brzenska e Mitabi Jarnach. Mentre si dirigono verso il masso, Rico ricorda a Eren che molte vite sono in gioco nella missione e che il giovane ne è in qualche modo responsabile. Arrivati alla roccia, Eren si trasforma in gigante, ma perde il controllo e attacca Mikasa. |                   |                   |
| 12   | Ferite - La difesa di Trost (parte 8) 「傷 ―トロスト区攻防戦⑧―」 - Kizu ―Torosuto-ku kōbōsen (8)― | 23 giugno 2013    | 9 gennaio 2016    |
| 12   | Mikasa cerca invano di far ragionare Eren trasformato in gigante; così, mentre la creatura cerca di sferrare un pugno contro la ragazza, si colpisce da solo, stordendosi e accasciandosi al suolo. La guardia di élite a protezione di Eren segnala con un razzo rosso che il piano è fallito, per cui Armin si dirige sul luogo per accertarsi delle condizioni degli amici. Intanto dopo una discussione, la guardia di élite decide di continuare a proteggere Eren, riconoscendo in lui una risorsa militare preziosa. Durante le operazioni sul lato interno del Wall Rose, Jean rimane separato da Connie e Annie a causa di un malfunzionamento all'Attrezzatura per il Movimento Tridimensionale, ed è costretto a cercare rifugio in un edificio per nascondersi dai giganti. Quando Armin raggiunge Eren questi è ancora privo di sensi. Il giovane conficca allora la sua spada alla base del collo del gigante, in prossimità del punto dove Eren controlla il gigante, risvegliandolo per un istante. Mentre Armin parla del mondo esterno e della promessa di Eren di uccidere tutti i giganti, Eren si risveglia dal suo stato onirico e riacquista coscienza. |                   |                   |
| 13   | Istinti primordiali - La difesa di Trost (parte 9) 「原初的欲求 ―トロスト区攻防戦⑨―」 - Genshoteki yokkyū ―Torosuto-ku kōbōsen (9)― | 30 giugno 2013    | 16 gennaio 2016   |
| 13   | Jean recupera un'Attrezzatura per il Movimento da un soldato deceduto e riesce a fuggire grazie ad Annie, Connie e Marco che nel frattempo distraggono i giganti. Intanto Eren nel suo stato da gigante trasporta il masso verso la breccia e la sigilla, mentre tutt'intorno i soldati attirano i giganti lontano da Eren, sacrificando in certi casi la loro vita. Mentre Armin è impegnato a estrarre il corpo dell'amico dal gigante, i due vengono circondati da altrettante creature, ma sono salvati dal tempestivo arrivo di Levi. Con la breccia nel muro finalmente chiusa, i soldati si concentrano nell'abbattere tutti i giganti intrappolati a Trost, preservandone due a scopo di ricerca. Quando Eren si risveglia, si ritrova rinchiuso in una cella sorvegliata dal Corpo di Gendarmeria. Qui riceve la visita di Levi e del comandante Erwin Smith dell'Armata Ricognitiva. Dopo aver constatato la sua determinazione nel voler distruggere i giganti, Levi accetta di accogliere Eren nel suo squadrone, ma lo avverte che se dovesse tradirli o perdere il controllo, non si farà scrupoli a ucciderlo personalmente. |                   |                   |
| 13.5 | Da quel giorno 「あの日から」 - Ano hi kara | 7 luglio 2013     | -                 |
| 13.5 | Episodio riassuntivo degli eventi delle prime 13 puntate. |                   |                   |
| 14   | Ancora non riesco a guardarlo negli occhi - Preludio al contrattacco (parte 1) 「まだ目を見れない ―反撃前夜①―」 - Mada me o mirenai ―Hangeki zen'ya (1)― | 14 luglio 2013    | 16 gennaio 2016   |
| 14   | Eren è condotto presso un tribunale militare per essere giudicato dal comandante in capo di tutti gli ordini militari riuniti: Dallis Zachary. Egli deve decidere se il giovane debba essere consegnato al Corpo di Gendarmeria, per essere giustiziato in quanto possibile minaccia e pericolo per l'ordine pubblico, o all'Armata Ricognitiva, che intende schierare Eren tra le sue file e utilizzare i suoi poteri da gigante per riconquistare il Wall Maria. Durante la discussione tra le due fazioni, un mercante schierato con la Gendarmeria accusa Mikasa di essere a sua volta un gigante, causando in Eren un impeto di rabbia che sfocia in un'aspra critica nei confronti del mercante e della Polizia Militare per la loro codardia. Prima che gli accusati abbiano però il tempo di sparare al giovane, Levi colpisce ripetutamente Eren con calci e pugni. Avendo sfinito il suo avversario, Levi dimostra alla corte di essere in grado di badare al giovane e di poterlo uccidere se dovesse sfuggire al suo controllo, ottenendo da Zachary l'assegnazione di Eren all'Armata Ricognitiva. In seguito Erwin, Levi e Hanji Zoe danno a Eren il benvenuto nel suo nuovo ordine; benvenuto che il giovane accetta di buon grado dimostrando di non nutrire nessun risentimento. |                   |                   |
| 15   | L'unità per le operazioni speciali - Preludio al contrattacco (parte 2) 「特別作戦班 ―反撃前夜②―」 - Tokubetsu sakusen-han ―Hangeki zen'ya (2)― | 21 luglio 2013    | 23 gennaio 2016   |
| 15   | Levi e il suo corpo scelto — composto da Petra Ral, Auruo Bossard, Erd Gin, e Gunther Schultz — conducono Eren al vecchio quartier generale dell'Armata Ricognitiva, dove il giovane si dovrà allenare a gestire i suoi poteri da gigante sotto il loro controllo. Mentre la squadra è impegnata nelle operazioni di pulizia per rendere nuovamente abitabile il castello, è raggiunta da Hanji. Essa chiede l'aiuto di Eren in una serie di esperimenti che intende condurre sui due giganti catturati nella battaglia di Trost, che nel frattempo ha rinominato Sawney e Bean. Hanji dimostra di avere una vera e propria ossessione per i giganti, trattandoli alla stregua degli umani. Parlando con Eren, rivela di aver scoperto che i giganti hanno bisogno della luce solare per attivarsi e che i loro corpi sono incredibilmente leggeri per la loro stazza. Tuttavia il giorno seguente si scopre che Sawney e Bean sono stati uccisi. Mentre Hanji si dispera, l'Armata Ricognitiva deduce che l'assassino è un soldato, che è riuscito a fuggire grazie all'Attrezzatura per il Movimento Tridimensionale. Nello stupore generale Erwin e Eren si chiedono chi sia il loro vero nemico. |                   |                   |
| 16   | Cos'è che deve essere fatto ora? - Preludio al contrattacco (parte 3) 「今、何をすべきか ―反撃前夜③―」 - Ima, nani o subeki ka ―Hangeki zen'ya (3)― | 28 luglio 2013    | 23 gennaio 2016   |
| 16   | Mentre le reclute sono sotto investigazione per l'omicidio dei giganti Sawney e Bean, si avvicina il giorno in cui dovranno decidere di quale corpo dell'esercito entrare a far parte. Nel suo discorso di convincimento, il comandante Erwin spiega che il piano dell'Armata Ricognitiva è di riconquistare Shiganshina e scoprire il segreto nascosto nel seminterrato della casa di Eren. Dopo averli messi in guardia sull'alto numero delle vittime a ogni spedizione, Erwin offre alle reclute la possibilità di rimanere e di arruolarsi nell'Armata Ricognitiva, o di andarsene per iscriversi agli altri ordini. Mentre la maggior parte dei soldati lascia la piazza, Jean decide di restare in onore di Marco, e altri seguono il suo esempio nonostante le loro paure, inclusi Mikasa, Armin, Sasha, Connie, Ymir, Christa, Reiner e Bertholdt. Eren ritrova dunque i suoi amici e viene interrogato da Jean se sia in grado di controllare i suoi poteri o meno, dal momento che stanno rischiando la vita per lui. Ultimati i preparativi, l'Armata Ricognitiva parte per la 57ª spedizione fuori dalle mura. |                   |                   |
| 17   | Il gigante dalle fattezze femminili - 57ª spedizione fuori dalle mura (parte 1) 「女型の巨人 -第57回壁外調査①-」 - Megata no Kyojin ―Dai gojū-nana kai hekigai chōsa (1)― | 4 agosto 2013     | 3 febbraio 2016   |
| 17   | Durante la spedizione, l'Armata Ricognitiva adotta una formazione per ricognizione su lunghe distanze, che prevede che i soldati siano sparsi su una grande estensione e comunichino sparando fumo la presenza di eventuali giganti, per avvertire il gruppo ed evitarli. Dopo che la squadra di Armin è riuscita ad abbattere un gigante, un gigante dall'aspetto femminile appare all'improvviso dal fianco destro correndo a gran velocità. La resistenza del corpo del Gigante Femmina, in grado di sopportare i colpi delle loro armi, e la sua notevole intelligenza, permettono alla creatura di sbarazzarsi facilmente della squadra di Armin. Il gigante cattura il ragazzo, ma dopo avergli rimosso il cappuccio e aver visto la sua faccia, lo lascia in vita e continua nella sua corsa. Armin viene quindi raccolto da Reiner e Jean che gli rivelano che il fianco destro è stato spazzato via da un'orda di giganti. Armin si rende conto che dev'essere opera del Gigante Femmina e che probabilmente si tratta di un altro gigante anomalo, proprio come Eren. Capito che l'obiettivo del nemico è Eren, i tre decidono di attaccare il gigante per fermarlo, ma vengono sconfitti. Il Gigante Femmina li lascia ancora in vita e si dirige verso il centro della formazione. |                   |                   |
| 18   | Il bosco di alberi giganti - 57ª spedizione fuori dalle mura (parte 2) 「巨木樹の森 -第57回壁外調査②-」 - Kyobokuju no mori ―Dai gojū-nana kai hekigai chōsa (2)― | 11 agosto 2013    | 10 febbraio 2016  |
| 18   | Dopo l'incontro con il Gigante Femmina, Reiner cura le ferite riportate da Armin mentre Jean chiede a quest'ultimo di poter prendere il suo cavallo, l'ultimo mezzo di trasporto rimasto. Di fronte alla prospettiva di decidere chi deve restare indietro, Christa appare improvvisamente con due cavalli al seguito, salvando tutti e tre. Nel frattempo, il Gigante Femmina continua ad avanzare verso la posizione in cui si trova Eren, distruggendo e uccidendo chiunque trovi sulla sua strada. La formazione, in particolare il team di Eren, penetra in una foresta composta da alberi giganti, mentre Erwin ordina ai soldati di rimanere indietro a controllare l'ingresso del bosco, e di aprire il fuoco contro ogni gigante che avesse provato a entrarvi. Armin appare contrariato per questa decisione, ma non vedendo altra scelta, cerca di capire il comportamento e la decisione di Erwin. Il gigante arriva nei pressi della foresta, dove i soldati aprono il fuoco senza provocargli alcun danno. La creatura li uccide quindi uno ad uno, per poi entrare nella foresta a caccia di Eren. Intanto, il team in fuga si affida a Levi per nuovi ordini, proponendo a quest'ultimo l'idea di restare indietro a combattere e rallentare il gigante. |                   |                   |
| 19   | Morso - 57ª spedizione fuori dalle mura (parte 3) 「噛み付く -第57回壁外調査③-」 - Kamitsuku ―Dai gojū-nana kai hekigai chōsa (3)― | 18 agosto 2013    | 17 febbraio 2016  |
| 19   | Levi spara un razzo acustico e invita la squadra a continuare ad avanzare. Con la retroguardia ormai decimata dal gigante, Eren implora invano i membri del suo team di lasciarlo combattere, i quali gli chiedono di fidarsi della decisione del capitano. Non appena Eren considera l'idea di trasformarsi nella sua forma da gigante, Levi gli si avvicina e gli chiede di scegliere se fare affidamento solo sulla sua forza o fidarsi dei suoi compagni. Eren ricorda quando Hanji, Levi e la sua squadra avevano cercato di trasformarlo in gigante per scopi sperimentali, senza successo. Durante una pausa, Eren si trasformò parzialmente, lasciando scioccata la squadra. Da quell'evento Hanji dedusse che Eren era in grado di trasformarsi non solo ferendo se stesso, ma anche a causa del suo desiderio irrefrenabile di conseguire i propri obiettivi. La squadra si scusò con Eren, dicendo che da quel giorno in poi ci sarebbe stata fiducia reciproca. Dopo aver ricordato tali eventi, Eren decide di fidarsi del piano di Levi. Si scopre quindi che la squadra di Levi è un'esca per attirare il Gigante Femmina in un'imboscata organizzata da Erwin, che riesce a intrappolare il gigante. Levi lascia il team per incontrarsi con Erwin e scoprire l'identità del Gigante Femmina. |                   |                   |
| 20   | Erwin Smith - 57ª spedizione fuori dalle mura (parte 4) 「エルヴィン・スミス -第57回壁外調査④-」 - Eruvin Sumisu ―Dai gojū-nana kai hekigai chōsa (4)― | 25 agosto 2013    | 24 febbraio 2016  |
| 20   | Erwin e Levi cercano di scoprire l'identità del Gigante Femmina, ma i loro tentativi sono vani, dal momento che il nemico può indurire la propria pelle per impedire alle loro spade di estrarre l'individuo al suo interno. Jean, Armin e il resto della squadra di Levi capiscono che il piano di Erwin era quello di usare Eren come esca per far uscire allo scoperto la talpa all'interno dell'esercito. Frustrato dagli insuccessi, Levi minaccia di torturare il Gigante Femmina e la porta a lanciare un boato che richiama tutti i giganti nelle vicinanze. Nonostante i tentativi dell'Armata Ricognitiva di fermarli, le creature ignorano gli umani e si abbattono sul gigante divorandolo. Arrendendosi all'evidenza, Erwin interrompe la spedizione, ma intuendo che il nemico possa essere sfuggito ai giganti e aggirarsi ancora tra i ranghi dell'esercito, ordina a Levi di riunirsi con la sua squadra. Intanto la talpa, camuffata da membro dell'Armata Ricognitiva, attacca il team uccidendo Gunther. |                   |                   |
| 21   | Colpo devastante - 57ª spedizione fuori dalle mura (parte 5) 「鉄槌 -第57回壁外調査⑤-」 - Tettsui ―Dai gojū-nana kai hekigai chōsa (5)― | 1º settembre 2013 | 2 marzo 2016      |
| 21   | Erwin avverte Hanji che è stato un errore credere che tutti gli umani in grado di trasformarsi in giganti fossero come Eren, quando il Gigante Femmina possiede delle abilità molto più sviluppate. Intanto la talpa si trasforma in gigante e insegue il resto della squadra di Levi. Eren vorrebbe trasformarsi a sua volta, ma i suoi compagni gli chiedono nuovamente di avere fiducia nelle loro abilità e di continuare ad avanzare. Petra, Erd e Auruo riescono ad accecare il Gigante Femmina e si apprestano a recidergli gli arti, quando l'avversario concentra le sue forze per rigenerare velocemente l'occhio destro e li uccide tutti. Alla vista dei suoi compagni morti, Eren si trasforma in gigante e comincia a combattere il nemico, attirando così l'attenzione di Mikasa e di Levi. Dopo un lungo scontro, il Gigante Femmina decapita il gigante Eren e ingoia il suo corpo umano. Mikasa cerca di fermarlo ma senza successo. In seguito viene raggiunta da Levi che le consiglia di seguire il nemico a distanza, dal momento che il gigante si sta stancando. |                   |                   |
| 22   | Gli sconfitti - 57ª spedizione fuori dalle mura (parte 6) 「敗者達 ―第57回壁外調査⑥-」 - Haisha-tachi ―Dai gojū-nana kai hekigai chōsa (6)― | 8 settembre 2013  | 9 marzo 2016      |
| 22   | Levi e Mikasa inseguono il Gigante Femmina, e, dopo essersi resi conto che l'essere con ogni probabilità corre piano perché è stanco, decidono di attaccarlo. Mikasa capisce che il gigante è un esemplare intelligente, il cui compito è solo quello di catturare Eren, e per questo è convinta che il fratello sia ancora vivo. Lo scontro va a buon fine e il gigante è costretto, sotto i colpi martellanti di Levi, a sputare Eren. L'Armata Ricognitiva può quindi ritirarsi. Tuttavia durante il viaggio di ritorno, le truppe vengono attaccate nuovamente da giganti, attirati da due reclute che avevano cercato di recuperare il corpo di un loro amico annoverato tra i dispersi. Durante l'inseguimento, per sfuggire ai giganti sempre più numerosi, il carro che trasporta i cadaveri è costretto a disfarsi del carico, sfuggendo definitivamente alle creature. Eren si risveglia quando l'Armata Ricognitiva è prossima alle mura della città, e viene a sapere da Mikasa che il piano è fallito e che il Gigante Femmina è fuggito. I cittadini della città di Trost accolgono negativamente ciò che resta dei soldati partiti la mattina stessa, accusando la condotta del comandante Erwin. In seguito all'insuccesso della spedizione, Erwin e i suoi subordinati vengono richiamati nella capitale, dove si deciderà il passaggio di consegne di Eren. |                   |                   |
| 23   | Un sorriso - Attacco a sorpresa a Stohess (parte 1) 「微笑み ―ストヘス区急襲①―」 - Hohoemi -Sutohesu-ku kyūshū (1)- | 15 settembre 2013 | 16 marzo 2016     |
| 23   | Il Corpo di Gendarmeria del distretto di Stohess sul Wall Sina riceve l'ordine di scortare il convoglio dell'Armata Ricognitiva all'interno della capitale. Annie fa parte del reparto e, al momento di entrare a Stohess, viene segretamente chiamata da Armin in un vicolo laterale. Il giovane chiede il suo aiuto per far fuggire Eren dalla capitale e le rivela che il prigioniero nel convoglio è in realtà Jean travestito. Inizialmente la donna rifiuta, ma vedendo Armin implorarla e convincendosi di fare un'opera buona, finisce per accettare. I due si congiungono con Eren e Mikasa, e poi Armin li guida verso un tunnel sotterraneo. Annie rifiuta tuttavia di entrare, dal momento che ha notato uno strano comportamento nei suoi compagni e alcuni membri dell'Armata Ricognitiva che li spiano segretamente. Armin rivela quindi di sospettare che lei sia il Gigante Femmina, poiché l'Attrezzatura per il Movimento Tridimensionale che la donna aveva mostrato all'ispezione dopo l'assassinio di Sawney e Bean era in realtà quella di Marco e poiché il Gigante Femmina non l'aveva ucciso durante l'ultima spedizione, probabilmente riconoscendo in lui un amico. Con la sua identità ormai rivelata, Annie cerca di trasformarsi e, nonostante i tentativi dell'Armata Ricognitiva di fermarla, riesce a mutarsi in gigante grazie a una spina nascosta nel suo anello. |                   |                   |
| 24   | La grazia - Attacco a sorpresa a Stohess (parte 2) 「慈悲 ―ストヘス区急襲②―」 - Jihi -Sutohesu-ku kyūshū (2)- | 22 settembre 2013 | 23 marzo 2016     |
| 24   | Alcuni giorni prima che fosse scortato verso la capitale, Erwin e Armin rivelano a Eren di avere un piano per catturare la persona che credono si celi dietro al Gigante Femmina. Il giovane è scioccato quando i due gli dicono di sospettare proprio Annie. Nel presente Eren, Armin e Mikasa riescono a sfuggire al crollo del tunnel e sono inseguiti dal gigante. Eren prova a trasformarsi ma non vi riesce, alché Mikasa sospetta che il suo affetto nei confronti di Annie gli impedisca di volerla attaccare. Quando un nuovo crollo nel tunnel blocca i tre fuggitivi, Armin e Mikasa attirano il gigante lontano da Eren. Nel frattempo il comandante Nile Dawn del Corpo di Gendarmeria chiede spiegazioni a Erwin, ordinando ai suoi uomini di tenerlo sotto tiro. Mentre Mikasa e il resto dell'Armata Ricognitiva distraggono e cercano di catturare il Gigante Femmina, Armin e Jean cercano di liberare Eren dalle macerie. Armin tenta di convincere l'amico a combattere Annie, affermando che se non si è disposti a sacrificare qualcosa non si può cambiare niente. Pensando alle parole pronunciate da Armin e ricordandosi del suo odio per i giganti che hanno ucciso sua madre, Eren si trasforma in gigante e si getta furiosamente sul Gigante Femmina. |                   |                   |
| 25   | Le mura - Attacco a sorpresa a Stohess (parte 3) 「壁 ―ストヘス区急襲③―」 - Kabe -Sutohesu-ku kyūshū (3)- | 29 settembre 2013 | 30 marzo 2016     |
| 25   | Eren e Annie in forma di gigante combattono per la città di Stohess, causando distruzione e morti tra i civili. Nel frattempo Erwin si assume la responsabilità dei danni che il suo piano ha causato, e viene arrestato, mentre al Corpo di Gendarmeria viene ordinato di evacuare i residenti. Dopo essersi scambiati diversi colpi, Annie riesce a danneggiare gravemente Eren, il quale, però, in preda alla furia, si precipita sull'avversaria e la danneggia a sua volta. Annie cerca di fuggire scalando il Wall Sina cristallizzando le punte delle dita. Mikasa però le taglia la base delle dita e la fa precipitare. Durante la caduta Annie ricorda il padre, il suo insegnamento di odiare il mondo e la promessa che gli aveva fatto, di ritornare a casa. Eren gigante, ormai fuori controllo, sembra intenzionato a mangiare Annie, quando, vedendola piangere, si ferma e la donna ne approfitta per ricoprirsi in uno spesso strato di cristallo e ibernarsi. Il cristallo inizia a ricoprire anche Eren, ma il tempestivo arrivo di Levi, che lo tira fuori dal corpo di gigante, lo salva. Non potendo più essere interrogata, il piano è classificato come un fallimento e Erwin viene sottoposto a un'inchiesta governativa. Il comandante rivela che ha mantenuto il suo piano segreto per prevenire fughe di notizie, e che, nonostante le morti e la mancata possibilità di interrogare Annie, la missione ha fornito la prova che ci sono persone in grado di trasformarsi in giganti che vivono all'interno delle mura e che quest'informazione può rappresentare un punto di svolta per l'umanità per lanciare un contrattacco contro i giganti. Alla fine Erwin è assolto e Eren è mantenuto sotto la tutela dell'Armata Ricognitiva, che ottiene anche la custodia di Annie. Nell'epilogo, una parte del Wall Sina cede, rivelando la faccia di un gigante murato al suo interno. |                   |                   |

## Home video

### Giappone
Gli episodi della prima stagione de L'attacco dei giganti sono stati pubblicati per il mercato home video nipponico in edizione DVD e Blu-ray dal 17 luglio 2013 al 19 marzo 2014.
| Nº | Data              | Dischi | Episodi | Fonte DVD | Fonte BD |
| -- | ----------------- | ------ | ------- | --------- | -------- |
| 1  | 17 luglio 2013    | 1      | 1-2     | [ 7 ]     | [ 8 ]    |
| 2  | 21 agosto 2013    | 1      | 3-4     | [ 9 ]     | [ 10 ]   |
| 3  | 18 settembre 2013 | 1      | 5-7     | [ 11 ]    | [ 12 ]   |
| 4  | 16 ottobre 2013   | 1      | 8-10    | [ 13 ]    | [ 14 ]   |
| 5  | 20 novembre 2013  | 1      | 11-13   | [ 15 ]    | [ 16 ]   |
| 6  | 18 dicembre 2013  | 1      | 14-16   | [ 17 ]    | [ 18 ]   |
| 7  | 15 gennaio 2014   | 1      | 17-19   | [ 19 ]    | [ 20 ]   |
| 8  | 19 febbraio 2014  | 1      | 20-22   | [ 21 ]    | [ 22 ]   |
| 9  | 19 marzo 2014     | 1      | 23-25   | [ 23 ]    | [ 24 ]   |

### Italia
Gli episodi della prima stagione de L'attacco dei giganti sono stati pubblicati per il mercato home video italiano in edizione DVD e Blu-ray dal 29 ottobre 2014 al 25 marzo 2015.
| N° | Data             | Dischi        | Episodi | Fonte  |
| -- | ---------------- | ------------- | ------- | ------ |
| 1  | 29 ottobre 2014  | DVD + Blu-ray | 1-5     | [ 25 ] |
| 2  | 10 dicembre 2014 | DVD + Blu-ray | 6-9     | [ 26 ] |
| 3  | 30 dicembre 2014 | DVD + Blu-ray | 10-13   | [ 27 ] |
| 4  | 28 gennaio 2015  | DVD + Blu-ray | 14-17   | [ 28 ] |
| 5  | 25 febbraio 2015 | DVD + Blu-ray | 18-21   | [ 29 ] |
| 6  | 25 marzo 2015    | DVD + Blu-ray | 22-25   | [ 30 ] |